# 56-й танковый корпус (вермахт)
56-й танковый корпус (нем. LVI. Panzerkorps) — оперативно-тактическое объединение сухопутных войск нацистской Германии в период Второй мировой войны.

## История
Создан 1 марта 1942 года из 56-го моторизованного корпуса, участвовавшего во вторжении в СССР. В 1942 году корпус находился в составе 3-й танковой армии группы армий «Центр», участвуя в битвах против партизан Восточного фронта.
Весной 1944 года корпус сражался под Жлобином и Калинковичами на территории Белоруссии. В ходе советского наступления 22 июня — 19 августа 1944 года (операция «Багратион») советские войска разбили группу армий «Центр» и вытеснили немецкие войска из Белоруссии. 56-й танковый корпус отступил к Брест-Литовску. С 13 по 29 июля корпус сражался в составе 4-й танковой армии, участвуя в безуспешной Львовско-Сандомирской операции. Далее корпус отступил через всю Польшу к германским границам.
В 1945 году корпус был присоединён к 9-й армии. В ходе Зееловско-Берлинской операции корпус потерпел значительные потери. Остатки 56-го танкового корпуса сражались в последней битве за Берлин.

## Состав корпуса
| В апреле 1942: - 6-я танковая дивизия - 328-я пехотная дивизия В июле 1943: - 14-я пехотная дивизия - 131-я пехотная дивизия - 321-я пехотная дивизия В июне 1944: - 102-я пехотная дивизия - 292-я пехотная дивизия | В декабре 1944: - 17-я пехотная дивизия - 204-я пехотная дивизия В апреле 1945: - Танковая дивизия «Мюнхеберг», - 18-я моторизованная дивизия - 20-я моторизованная дивизия, - 11-я моторизованная дивизия СС «Нордланд» - 9-я парашютная дивизия, |

## Командующие корпусом
- С 1 марта 1942 — генерал танковых войск Фердинанд Шааль
- С 1 августа 1943 — генерал пехоты Фридрих Хоссбах
- С 15 июня 1944 — генерал пехоты Йоханнес Блок (убит 26 января 1945)
- С 26 января 1945 — генерал кавалерии Рудольф Кох-Эрпах
- С 10 апреля 1945 — генерал артиллерии Хельмут Вайдлинг